# Chionaspis xanthorrhoeae
Chionaspis xanthorrhoeae är en insektsart som beskrevs av Fuller 1897. Chionaspis xanthorrhoeae ingår i släktet Chionaspis och familjen pansarsköldlöss. Inga underarter finns listade i Catalogue of Life.